# Horst von Kruse
Horst Hermann Gustav Friedrich von Kruse, eigentlich Horst Hermann von Kruse, (* 3. Juli 1891 in Darkehmen in Ostpreußen; † 25. Juni 1960 in Wiesbaden) war ein deutscher Jurist und Landrat des Kreises Rotenburg an der Fulda.

## Leben
Seine Eltern waren der preußische Ober-Regierungsrat Hermann von Kruse und seine Ehefrau Gertrud de Terra, beide Mitglieder der Deutschen Adelsgenossenschaft. Die Eltern heirateten 1890 in Königsberg/Ostpreußen. Der Vorfahre, der Prof. für Slavistik, Dr. Friedrich Karl Hermann Kruse, erhielt die preußische Adelsanerkennung des russischen Erbadels zu Berlin 1858.
Nach dem Studium der Rechtswissenschaften kam Horst Hermann von Kruse als Regierungsassessor zu den Landratsämtern Köln und Wiesbaden und von Oktober 1924 an zur Bezirksregierung Wiesbaden, wo er am 1. Dezember des Jahres zum Regierungsrat ernannt wurde. Er wechselte den Dienstherrn und kam zur Bezirksregierung Osnabrück, wo er zum Jahresbeginn 1928 Oberregierungsrat wurde. Bereits nach kurzer Zeit folgten jeweils Versetzungen zu den Bezirksregierungen in Arnsberg und Kassel.
Schließlich kam er in die Kommunalverwaltung und übernahm am 5. Februar 1934 die vertretungsweise Verwaltung des Landratsamtes in Rotenburg an der Fulda. Drei Wochen später wurde er dort mit der kommissarischen Wahrnehmung der Aufgaben beauftragt und am 16. Juli 1934 definitiv in das Amt des Landrats berufen.
Er musste Kriegsdienst leisten und kam in griechische Gefangenschaft. Nach seiner Rückkehr in die Heimat erhielt er 1948 eine Anstellung als Richter beim Verwaltungsgericht Wiesbaden, wo er zuletzt als Verwaltungsgerichtsdirektor tätig war.
1956 wurde er in den Ruhestand verabschiedet.

## Familie
1920 heiratete Horst Hermann von Kruse in Köln die von dort stammende Marie-Luise Langen. Sie hatten zwei Söhne, Gert, geboren 1926 in Wiesbaden 1926 und Bernd, geboren 1930 in Hülsen.